# Il diario di Jorg
Il diario di Jorg è un romanzo per ragazzi di Giuseppe Pederiali del 1998.

## Trama
Nel 1944, Jorg Ritter è un ragazzo tedesco tredicenne di Monaco di Baviera, membro della Gioventù Tedesca. Suo padre Rudolf è un ufficiale delle SS, col grado di Obersturmführer, in servizio presso il campo di concentramento di Dachau. Il suo miglior amico è il suo compagno di scuola Augustin Schacht, rampollo di una facoltosa famiglia non perfettamente allineata al regime. La sua frequentazione non è perciò vista benissimo da Rudolf Ritter, specialmente quando vede il figlio con un libro proibito prestatogli dall'amico: La capanna dello zio Tom. Durante gli allarmi per i bombardamenti, Jorg incontra nel rifugio antiaereo una ragazzina di nome Marian, per la quale inizia a nutrire una certa simpatia.
Un giorno, Jorg nota per strada un ebreo, riconosciuto come tale per la stella di David cucita sul soprabito, e incuriosito lo segue fino a casa. Viene poi invitato a entrarvi dall'uomo, che di nome fa Stefan Liebermann ed è un tecnico industriale specializzato (motivo per cui non è stato ancora deportato) e dalla moglie Martha, che da poco gli ha dato un figlioletto, Richard. Intenerito, Jorg promette di portar loro degli alimenti per il bambino, cosa che fa per alcune settimane. Ma anche i Liebermann (e la ragazza che nascondevano in casa) vengono presi per essere avviati in un campo di concentramento; Jorg, che è in strada quando essi sono fatti uscire dal palazzo, temendo di avere delle grane finge di non conoscerlo, cosa che poi gli rimorde perché gli sembra di averli traditi.
In una giornata di visite organizzate, Jorg e sua madre hanno la possibilità di vedere l'interno del campo di Dachau. A Jorg sembra che i prigionieri siano trattati bene, ma ode una conversazione dalla quale risulterebbe che solo quelli nelle migliori condizioni sono stati mostrati loro, e tra questi nessuno che fosse ebreo.
Nell'estate del 1944, Rudolf viene avanzato di grado e assegnato al campo di Auschwitz. I Ritter lasciano così Monaco e vengono alloggiati in una fattoria, espropriata ad agricoltori polacchi, nei pressi del lager, assieme alla famiglia di un altro ufficiale delle SS, della quale fanno parte Hans, coetaneo di Jorg e poi suo grande amico, e la dodicenne Hanna, che prenderà gradualmente il posto di Marian nel cuore di Jorg.
Nella foresta vicino alla fattoria, che chiamano pomposamente "Jungla", i tre ragazzi costruiscono una baracca con del materiale di scarto e fantasticano di trovare un uro, l'animale che un tempo abitava in quelle lande. Una notte, Jorg trova invece nella capanna un evaso dal campo, un ebreo viennese di nome Jacob, che divora le scatolette di cibo che i ragazzi vi avevano stipato e che racconta a un incredulo Jorg le atrocità che avvengono nel lager. Jacob viene poi ripreso e ricondotto ad Auschwitz.
Dato che per i ragazzi non c'è una scuola tedesca nelle vicinanze, viene assunta come precettrice una signorina di nome Loreley, di padre polacco e madre tedesca. Un primo attrito con Rudolf avviene quando essa insegna ai suoi allievi la poesia con il suo stesso nome di Heinrich Heine, ignorando che le opere di quell'autore sono state proibite a causa della sua origine ebraica. Il fidanzato di Loreley, studente universitario di architettura, è arrestato per attività culturali considerate sovversive, e viene eliminato prima che Rudolf possa fare qualcosa per lui.
Dopo lo sgombero del campo di Auschwitz, Rudolf Ritter è trasferito a Bergen-Belsen. Un giorno, Jorg affronta direttamente il padre chiedendogli se il suo lavoro sia di uccidere le persone, ma questi non gli risponde. All'avvicinarsi delle forze alleate, lascia la famiglia per nascondersi ed evitare di essere arrestato. Sua moglie intima a Jorg di raccontare che il padre è morto. Il ragazzo, come scrive nel suo diario, non avrà problemi al riguardo: per lui suo padre è davvero morto nell'animo.

## Edizioni
- Giuseppe Pederiali, Il diario di Jorg: la tragedia della verità nella vita di un ragazzo tedesco, Libri amici, Milano, Edizioni Scolastiche Bruno Mondadori, 1998, ISBN 88-424-0181-1.